# Atbara
Atbara er en by i det nordlige Sudan, med et indbyggertal på cirka 88.000. Byen er hovedstad i Nil-regionen, på breden til floden Nilen.
17°43′N 33°59′Ø / 17.717°N 33.983°Ø
- Wikimedia Commons har flere filer relateret til Atbara